# Drinkuit

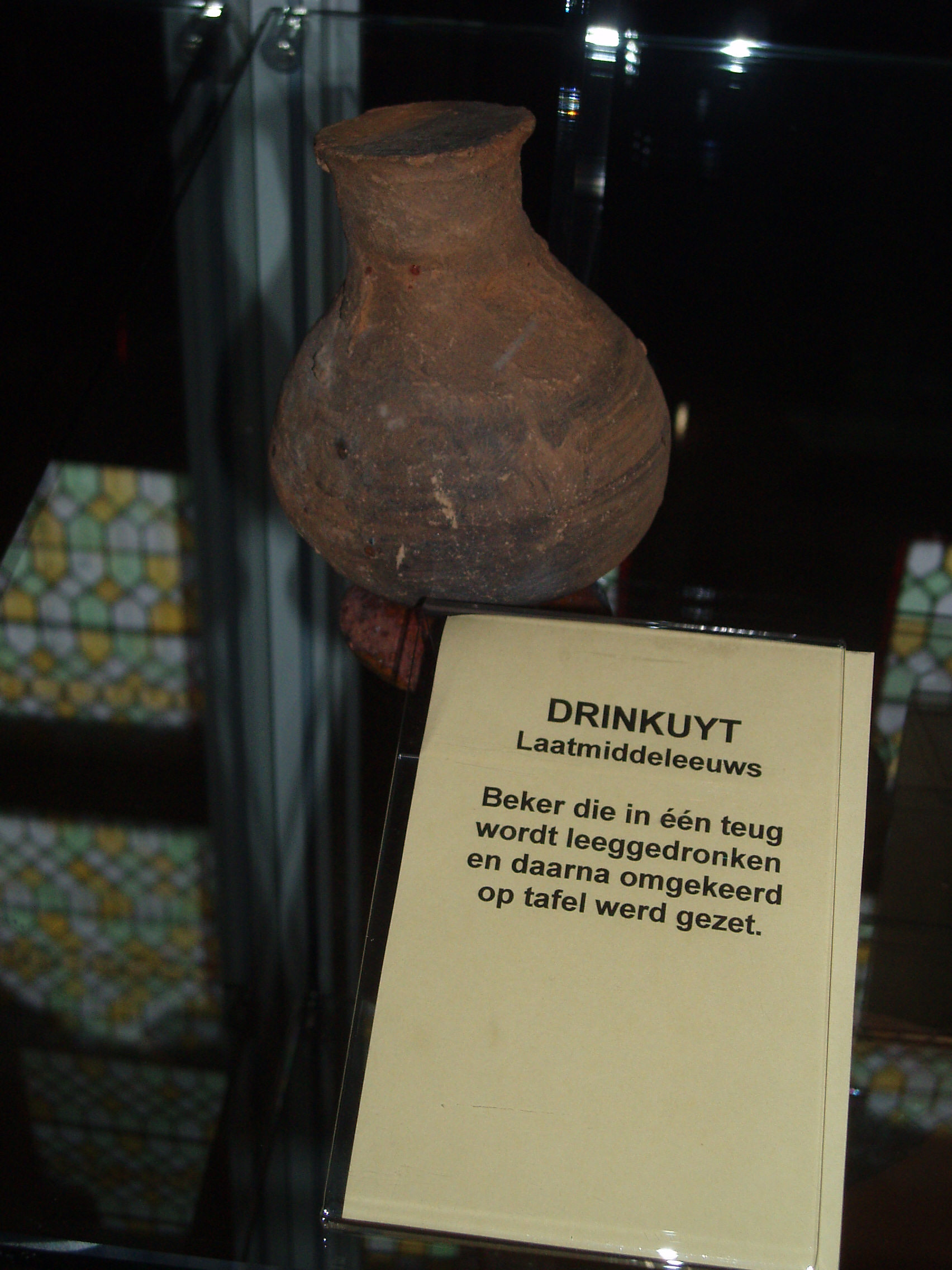
Laatmiddeleeuwse drinkuyt in het museum van Zoutleeuw

Een drinkuit (of: drinkuyt) was een zilveren of glazen beker die geen voet bezat.
De bedoeling was om de gevulde beker leeg te drinken en daarna omgekeerd op tafel te zetten. Dit gebruik was vooral in de 16e eeuw populair.
De beker kon allerlei vormen hebben, zoals die van een tafelbel. In de 18e eeuw was in Engeland, met name bij jagers, een honden- of vossensnuit (stirrup cup of fox cup) populair.

## Afbeeldingen

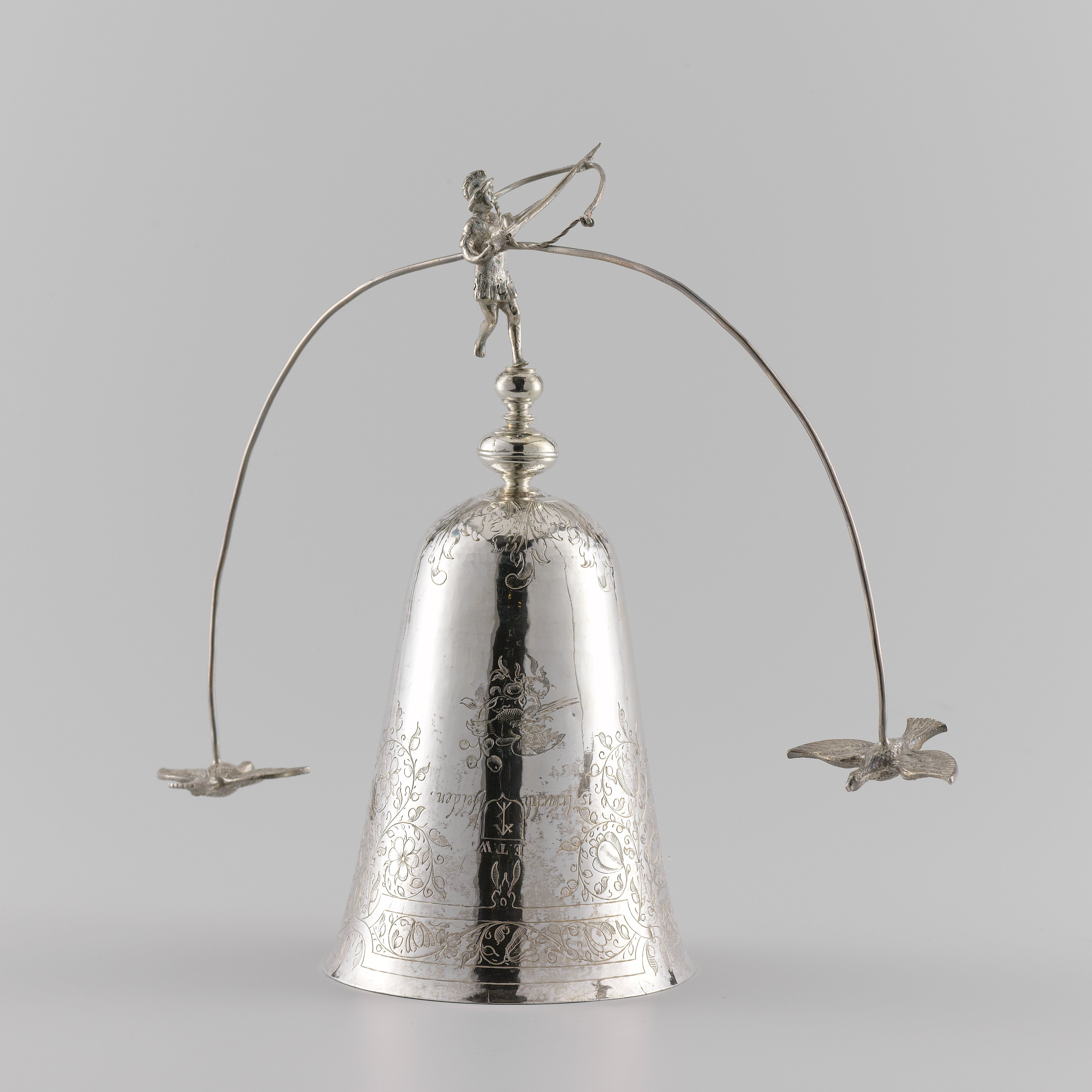

Zilveren drinkuit in het Rijksmuseum Amsterdam waarop mansfiguur met pijl en boog die door een gebogen stang in balans wordt gehouden